# フランドル (アパレル)
株式会社フランドル（FLANDRE CO., LTD.）は、東京都港区に本社を置く婦人服の企画・製造・販売などを行っている企業。婦人服ブランドを全国約90店舗で展開している。

## 概要・沿革
1980年（昭和55年）1月に会社設立。

## 役員
- 代表取締役　　 森作 哲朗
- 取締役　　　　 亀井 正道
- 取締役　　　　 戸田 隆行
- 取締役　　　　 吉田 繁美
- 取締役　　　　 牛嶋 勝二
- 会長　　　　　 吉田 繁美
- 社長執行役員　 富田 英里
- 副社長執行役員 五味田 渉
- 専務執行役員　 髙野 清美
- 常務執行役員　 長谷川 ゆか
- 常務執行役員　 井端 玲奈
- 執行役員　　　 髙岡 一生
- 執行役員　　　 小根山 学

## ブランド
- スーペリアクローゼット SUPERIOR CLOSET
- ライフ トゥ ビー スーペリア Life to be superior
- ラヴェイユ バイ スーペリアクローゼット la veille by SUPERIOR CLOSET
- イネド INED
- イヴォン イネド ヌーヴェルヴァーグ YVON INED N.vague
- ルフトローブ Luftrobe
- メゾン ド ベージュ Maison de Beige
- エム マーリエ ル カセット M Maglie le cassetto
- 7-IDコンセプト 7-IDconcept.
- イッツインターナショナル I.T.'S.international
- イネドクラロ INEDCLARO
- ルスーク LE SOUK
- 大きいサイズ SUPERIOR CLOSET L SIZE / Maglie le cassetto L SIZE

## 主要事業所
- 本社 〒107-0061 東京都港区北青山三丁目１番２号　青山セント・シオンビル２階
- 関西支店 〒530-0001 大阪府大阪市北区梅田1丁目2-2-1300

## グループ企業
- 株式会社ランドビジネス
- 株式会社アデルビジュー